# Toyota Mark II
Toyota Mark II (яп. トヨタ・マークII, Тойота Марк II) — середньорозмірний седан та універсал, що випускалися компанією Toyota з 1968 по 2004 роки. Найменування Mark II використовувалося компанією Toyota протягом декількох десятиліть і спочатку використовувалося в складі назви Toyota Corona Mark II. Відмітка II була введена, щоб машина виділялася з основної платформи Toyota Corona. Як тільки в 1970-і роки платформа була розділена, автомобіль став відомий просто як Марк II.
В кінці 1970-х років Марк став основою для двох седанів — Toyota Cresta і Toyota Chaser, що відрізняються від нього лише варіантами виконання салону і елементами екстер'єру.
Деякі покоління седана поставлялися на експорт з лівим розташування керма під маркою Toyota Cressida, що стала флагманом компанії на ринку США на період до появи Toyota Avalon — седана, спеціально спроектованого для північноамериканського ринку.
В середині 1990-х років продажі Марка ІІ скорочувалися, що змусило компанію Toyota оновити лінійку своїх седанів. Так на базі дев'ятого покоління з'явилася Toyota Verossa, при цьому були зняті з виробництва Toyota Cresta і Toyota Chaser. Під маркою Марк II з'явився ще й універсал з переднім або повним приводом - Mark II Qualis, конструктивно дуже далекий від задньопривідного седана (у 2002 році на зміну Mark II Qualis прийшов спроектований на основі дев'ятого покоління універсал Mark II Blit).
Починаючи з сьомого покоління у Марка ІІ з'явилася модифікація Tourer V, що отримала найбільш потужний турбований двигун 1JZ-GTE Р6 об'ємом 2,5 літра потужністю 280 к.с.
У 2004 році на зміну Марк II прийшла Toyota Mark X.

## Toyota Corona Mark II

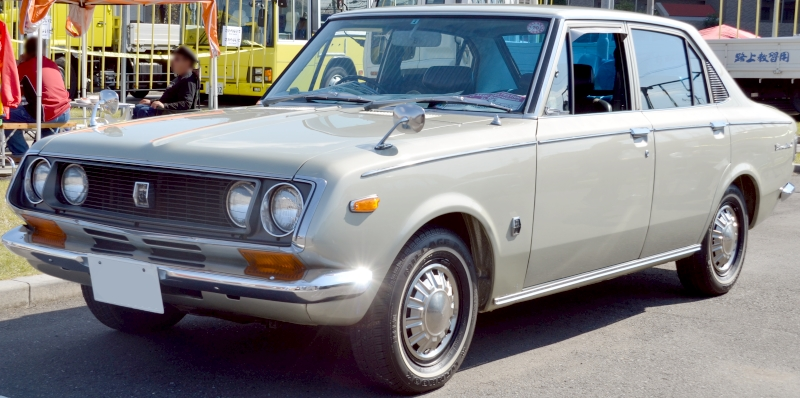
Toyota Corona Mark II (Т60, Т70; 1968-1972)
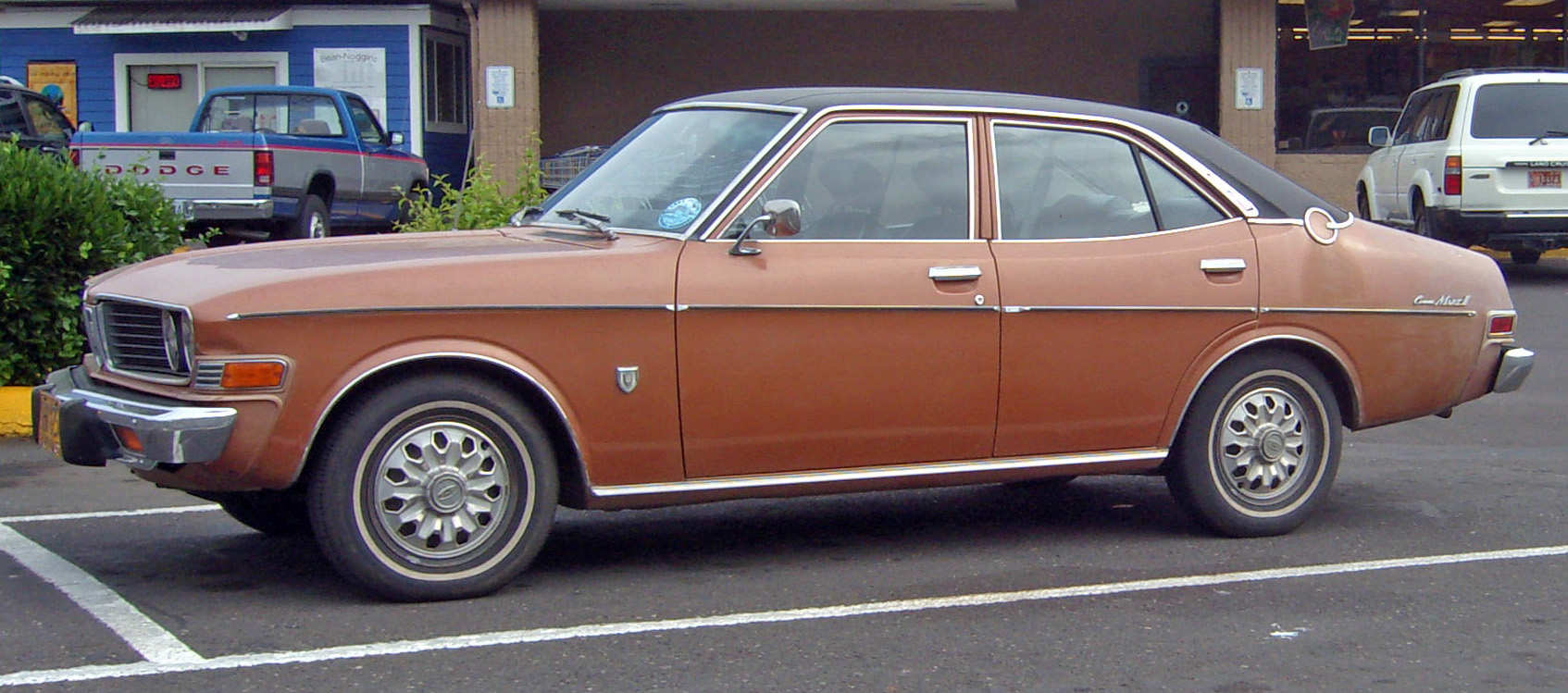
Toyota Corona Mark II (Х10, Х20; 1972-1976)
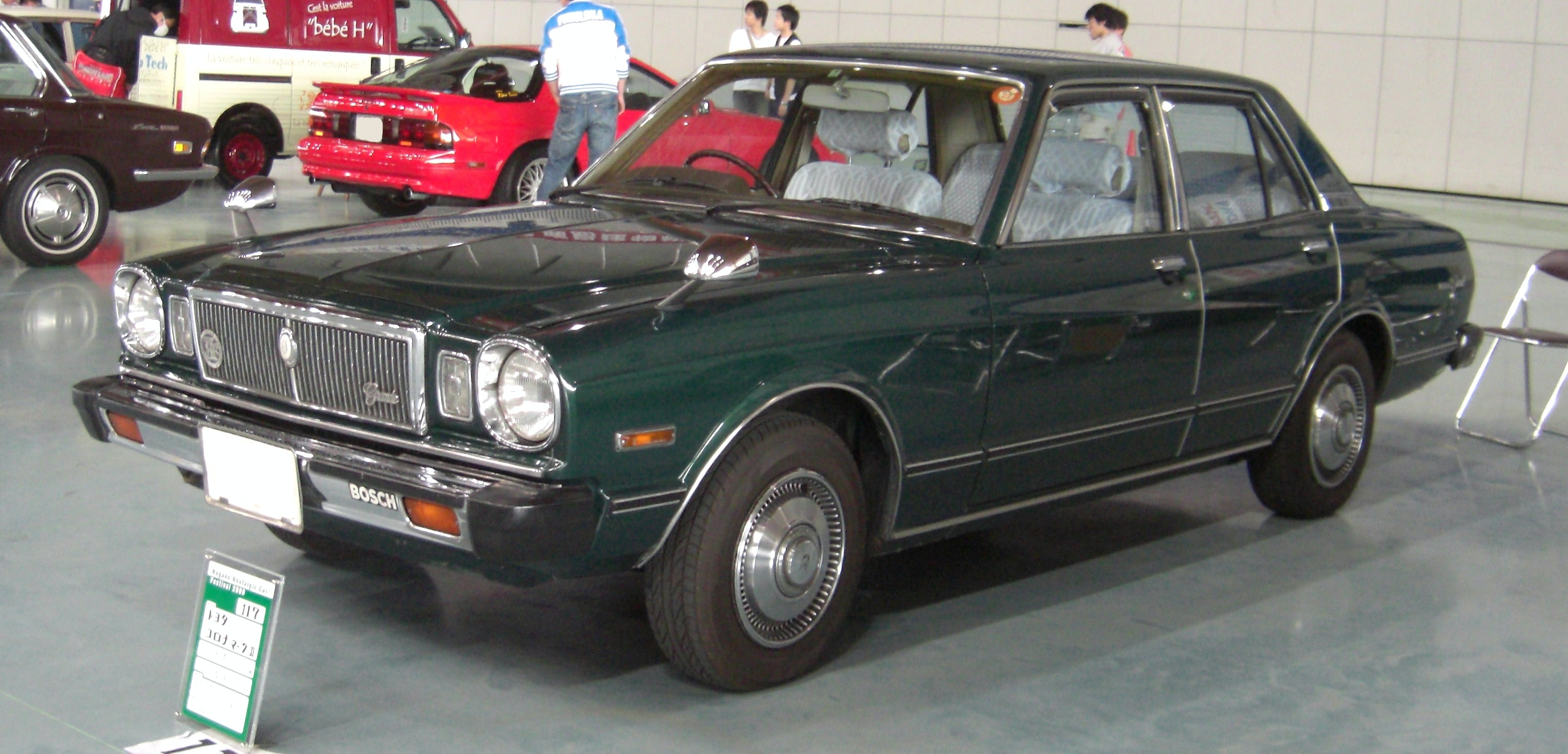
Toyota Corona Mark II (Х30, Х40; 1976-1980)
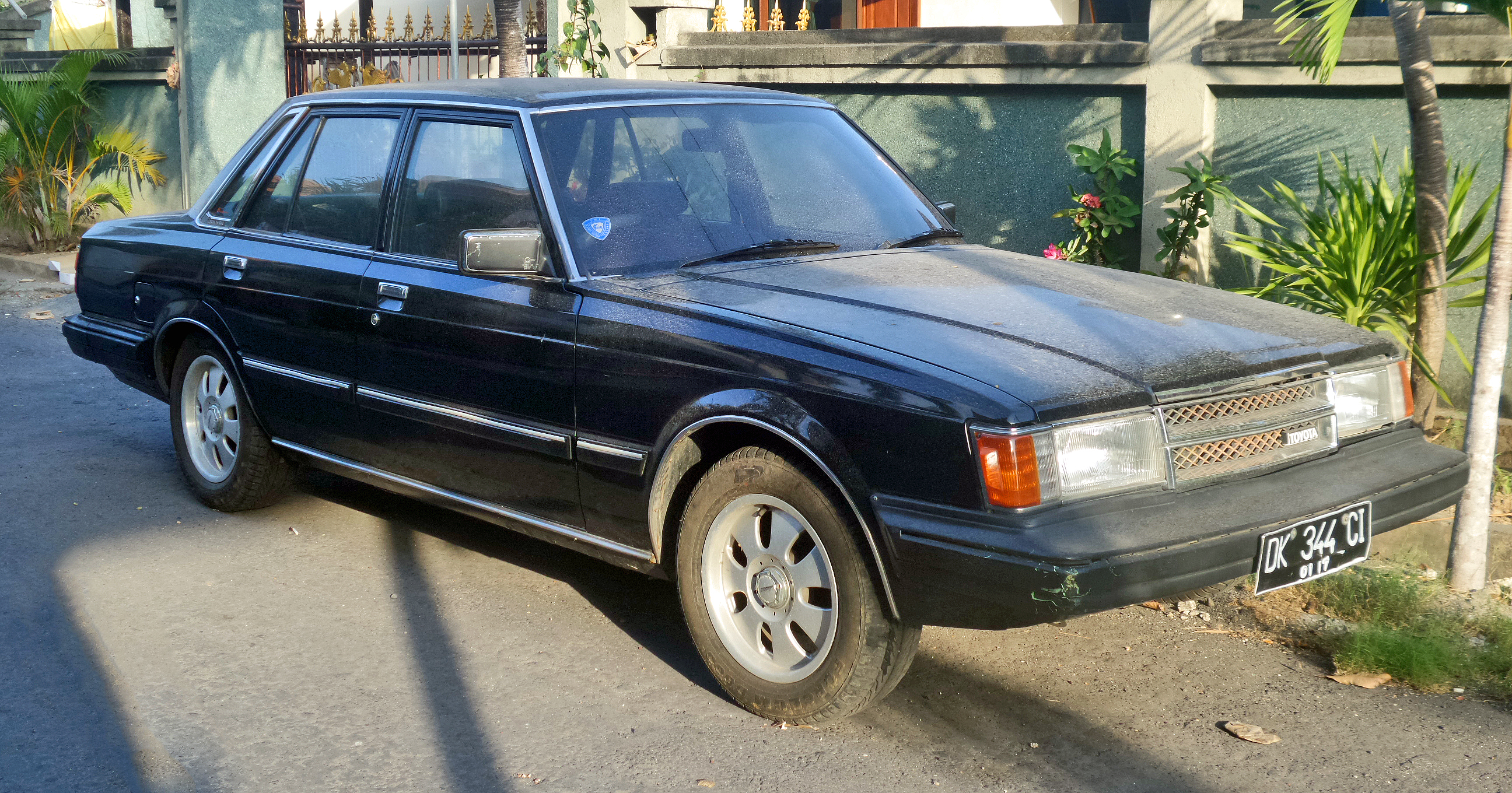
Toyota Corona Mark II (X60; 1980-1984)

## П'яте покоління (Х70; 1984-1988)

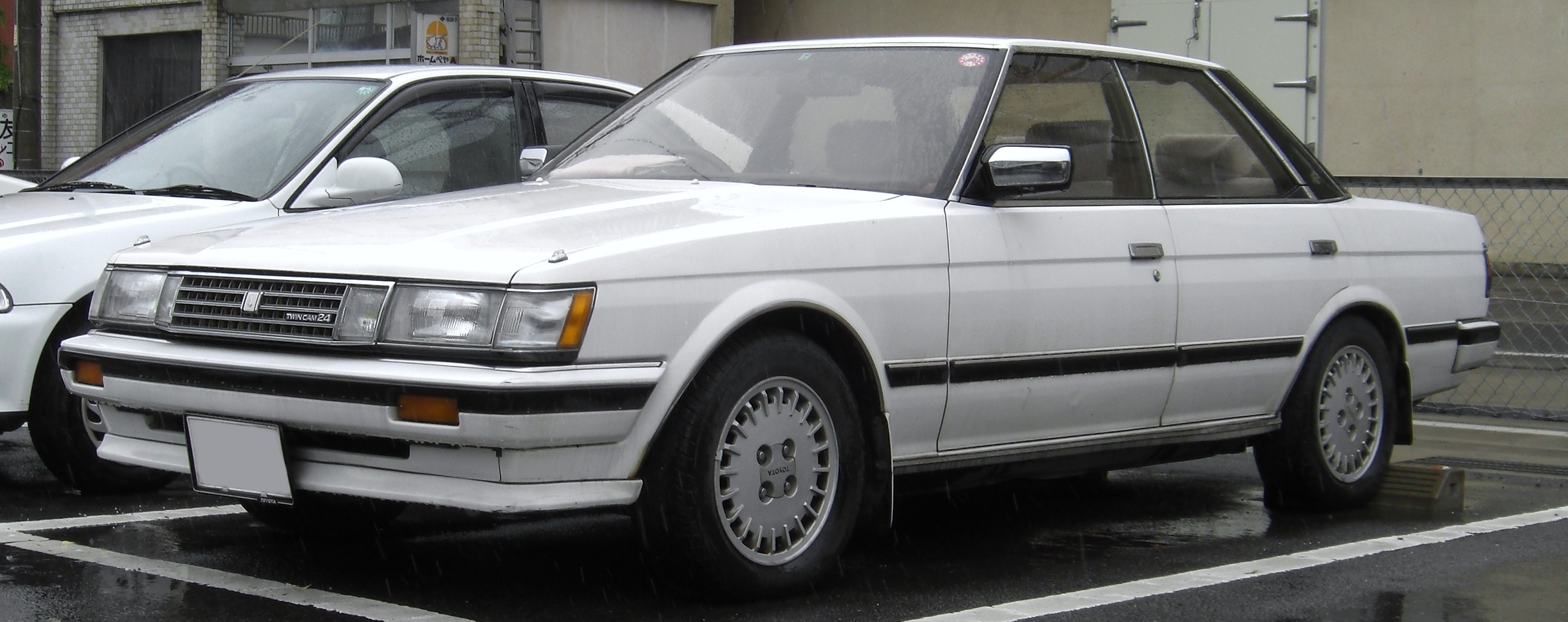
Toyota Mark II (Х70; 1984-1988)

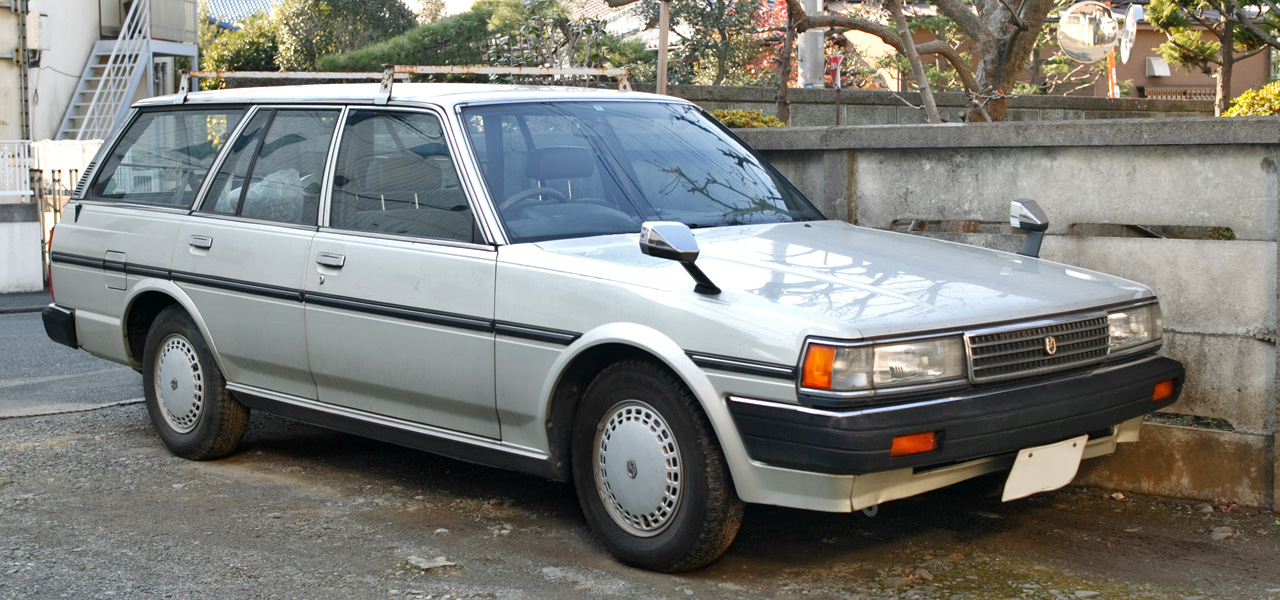
Toyota Mark II Van (Х70; 1984-1988)

П'яте покоління Toyota Mark II в кузовах 70-ї серії випускалося з 1984 по 1988 рр. Існує 3 різні модифікації кузова цього покоління: Mark II Hardtop, Mark II Sedan, Mark II Wagon. Саме з випуском кузовів 70-й серії на лейбочках автомобіля перестала фігурувати приставка "Corona". До 70-ї серії автомобілі позначались "Corona Mark II" починаючи з 70-ї серії "Mark II"

## Шосте покоління (Х80; 1988-1996)

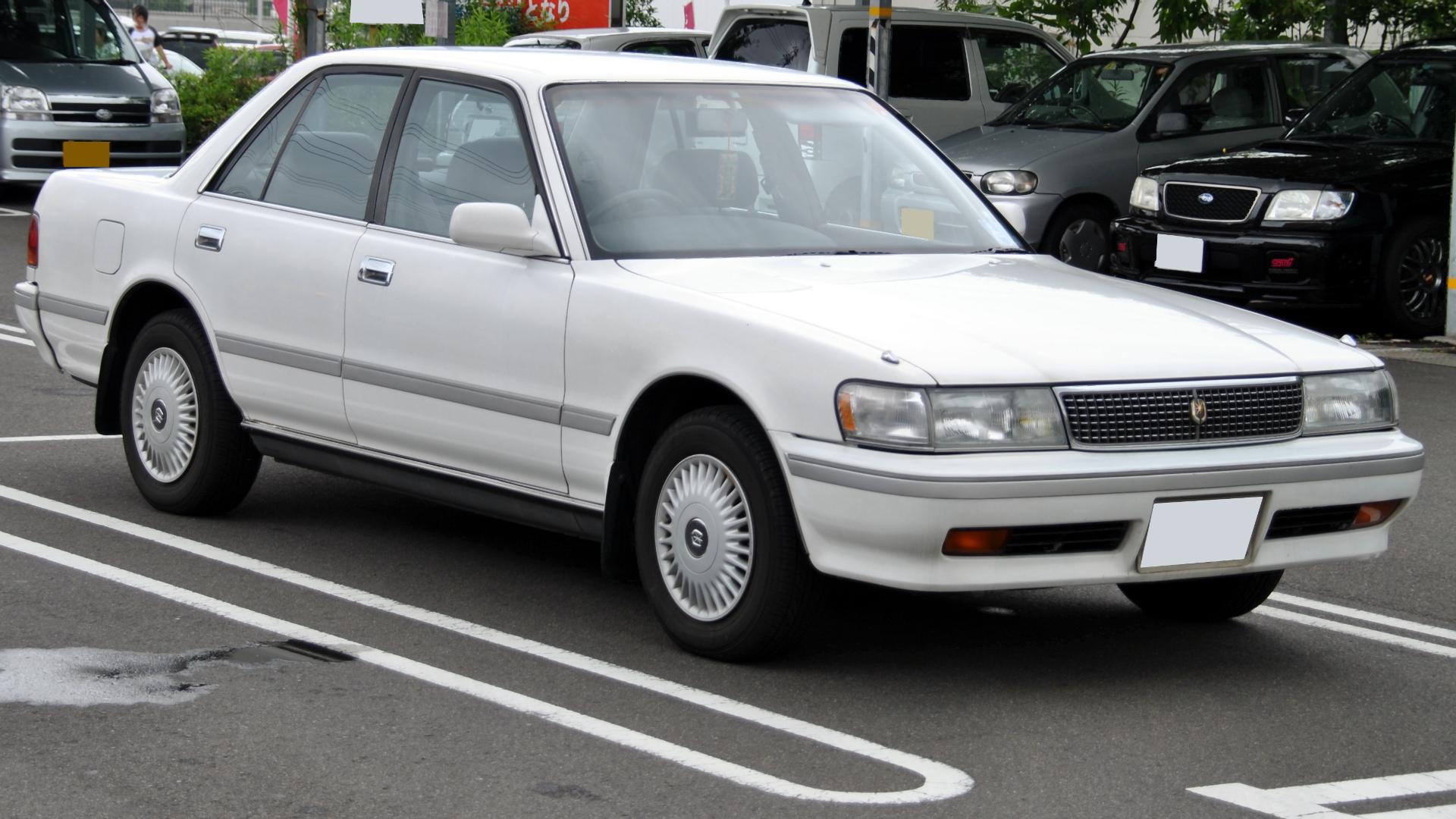
Toyota Mark II (Х80; 1988-1996)

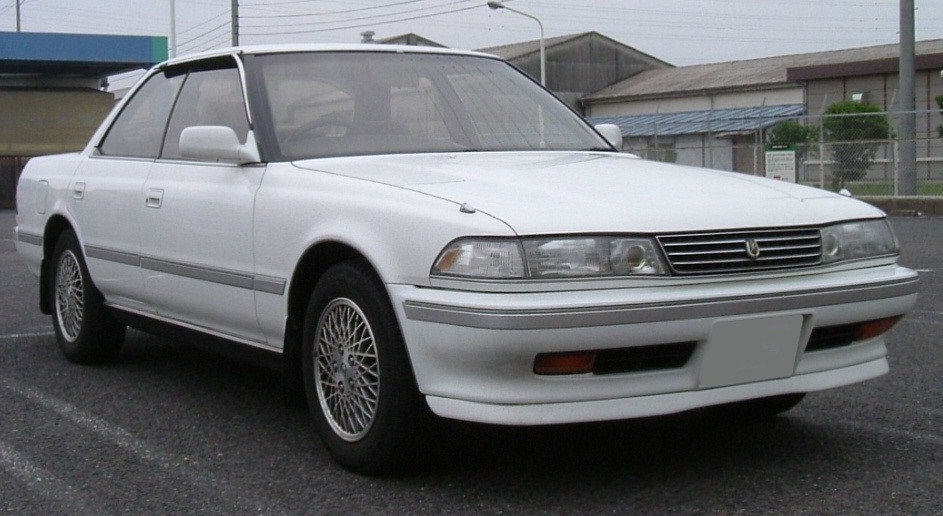
Toyota Mark II Hardtop (Х80; 1988-1996)

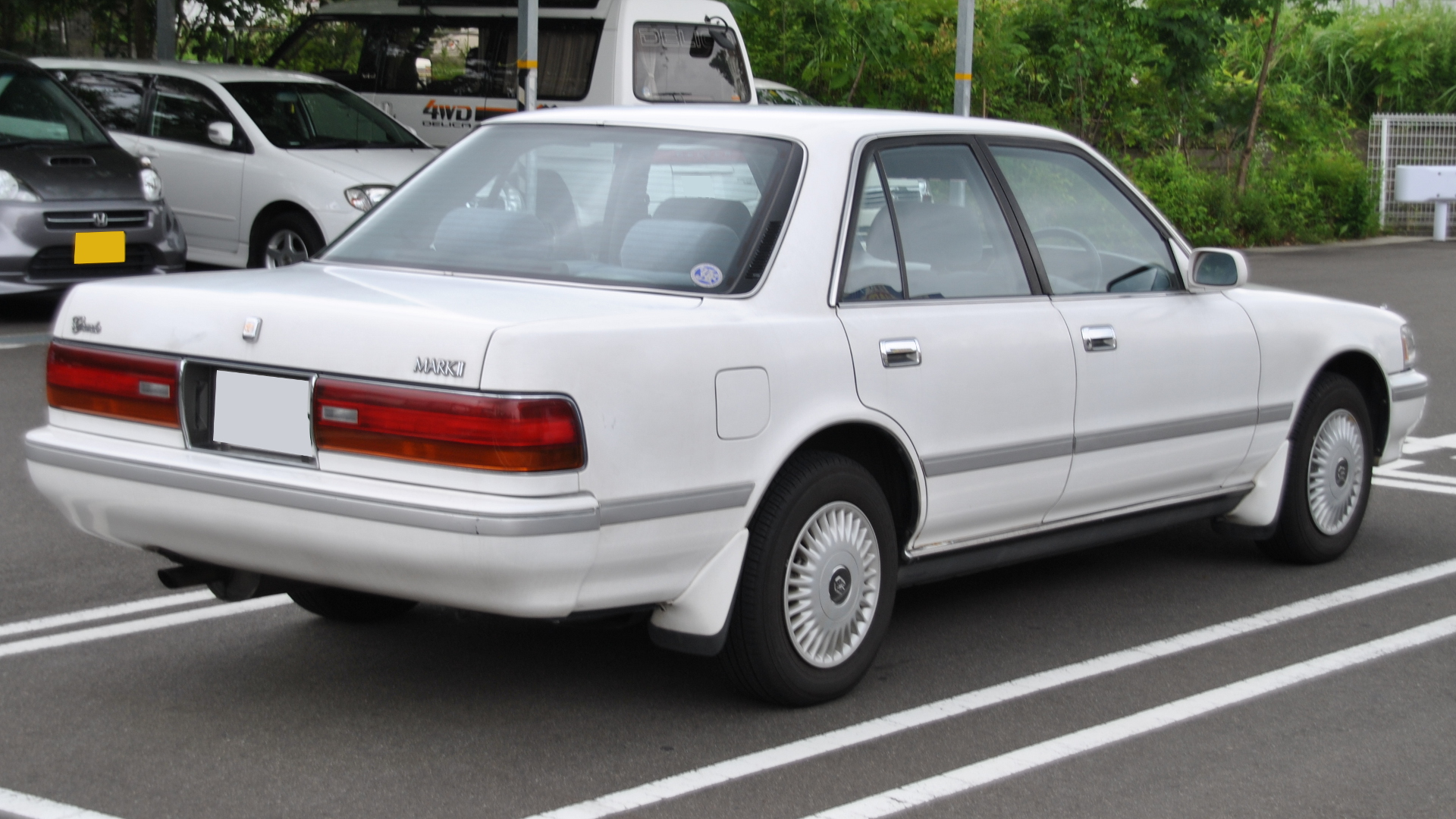
Toyota Mark II (Х80; 1988-1996)

Шосте покоління Toyota Mark II в кузовах 80-ї серії випускалося із серпня 1988 по грудень 1995 рр. Існували 2 різні модифікації кузова - Sedan і Hardtop без рамок вікон дверей. Також у версії Hardtop була своя оптика і решітка радіатора. З вересня 1992 по грудень 1995 рр. випускалися модифікації тільки в кузові Sedan.
Mark II зайняв проміжне місце між знаходяться нижче по класу седаном Toyota Corona і більш престижним Toyota Crown. Свою популярність Mark II доводить найширшим розмаїттям комплектацій, багато з яких мають багате оснащення. Велюровий або навіть шкіряний (як опція) салон, 4-ступінчаста автоматична коробка передач, електропакет, круїз-контроль, кермове колесо з регульованим в двох площинах становищем, водійське сидіння з електроприводом - все це були незмінні атрибути чудових топ-версій моделі. Сприятлива обстановка створювала великий попит на «потужні машини», що особливо чітко простежується по модифікаціям «2.5 Twin Turbo», оснащеним турбовим 2,5-літровим двигуном потужністю в 280 «коней». Моделі зі спортивною комплектацією отримали назву Tourer. Найрозкішнішої була комплектація «3.0 Grande G», яка за рівнем оснащення могла змагатися з автомобілями більш високого класу.
Відмінною рисою Toyota Mark II даного покоління можна назвати широку гаму двигунів. Дизельні 2L (85 к.с.) і 2L-T (94 к.с.) встановлювалися на найпростіші модифікації, призначені для комерційного використання в якості таксі, навчальних машин і т.п. Бензиновий 4-циліндровий 4S-FI об'ємом 1,8 л - теж не найвидатніший варіант, оскільки його скромної потужності в 105 к.с. чи достатньо для даної моделі. Втім, як і потужності 4S-FE (115 к.с.), який змінив його з 1990 року. Свій характер Mark II починає набуває з рядними «шістками» 1G-FE (135 к.с.) і 1G-GE (150 к.с.). Потужні 1G-GZE (170 к.с.) і турбований 1G-GTE (210 к.с.) роблять Mark II ще більш цікавим в динаміці. З 1990 року їм на зміну прийшли мотори серії JZ. Це 2,5-літровий 1JZ-GE (180 к.с.) і 1JZ-GTE (280 к.с.) з турбонаддувом. Пропонувалася і трилітрова рядна "шістка" 7M-GE потужністю 200 к.с. з великою тягою на низах - останній представник легендарної серії M, що бере свій початок ще з 60-х років. Mark II пропонувалися з механічною і автоматичною коробками передач.
Передня підвіска Mark II X80 - незалежна, пружинна, зі стійками McPherson. Задня, як і у машин попереднього покоління, зустрічається двох типів. На дизельних модифікаціях і машинах з бензиновим 1,8-літровим двигуном позаду використовується нерозрізний міст. На інших модифікаціях - незалежна підвіска. З останньої Mark II демонструє дуже комфортне поведінку. Відмінна шумоізоляція, оптимальні настройки роблять підвіску досить «мовчазної» навіть на поганому дорожньому покритті. Коробка передач - механічна 5-ступінчаста або 4-ступінчастий автомат.
Підхід до безпеки Mark II шостого покоління відповідає вимогам тих років: триточкові ремені безпеки, кріплення дитячого крісла, травмобезпечна кермова колонка. З 1991 року в якості опції автомобіль став оснащуватися подушками безпеки водія і переднього пасажира. На дорогих версіях, враховуючи клас автомобіля, використовується система ABS, антипробуксовочна система (TCS).

### Двигуни
- 1.8 л 4S-Fi I4
- 2.4 л 22R I4
- 2.0 л 1G-FE I6
- 2.5 л 1JZ-GE I6
- 2.5 л 1JZ-GTE I6 Twin turbo
- 3.0 л 7M-GE I6
- 2.4 л 2L-T I4 Turbo diesel

## Сьоме покоління (X90; 1992-1996)

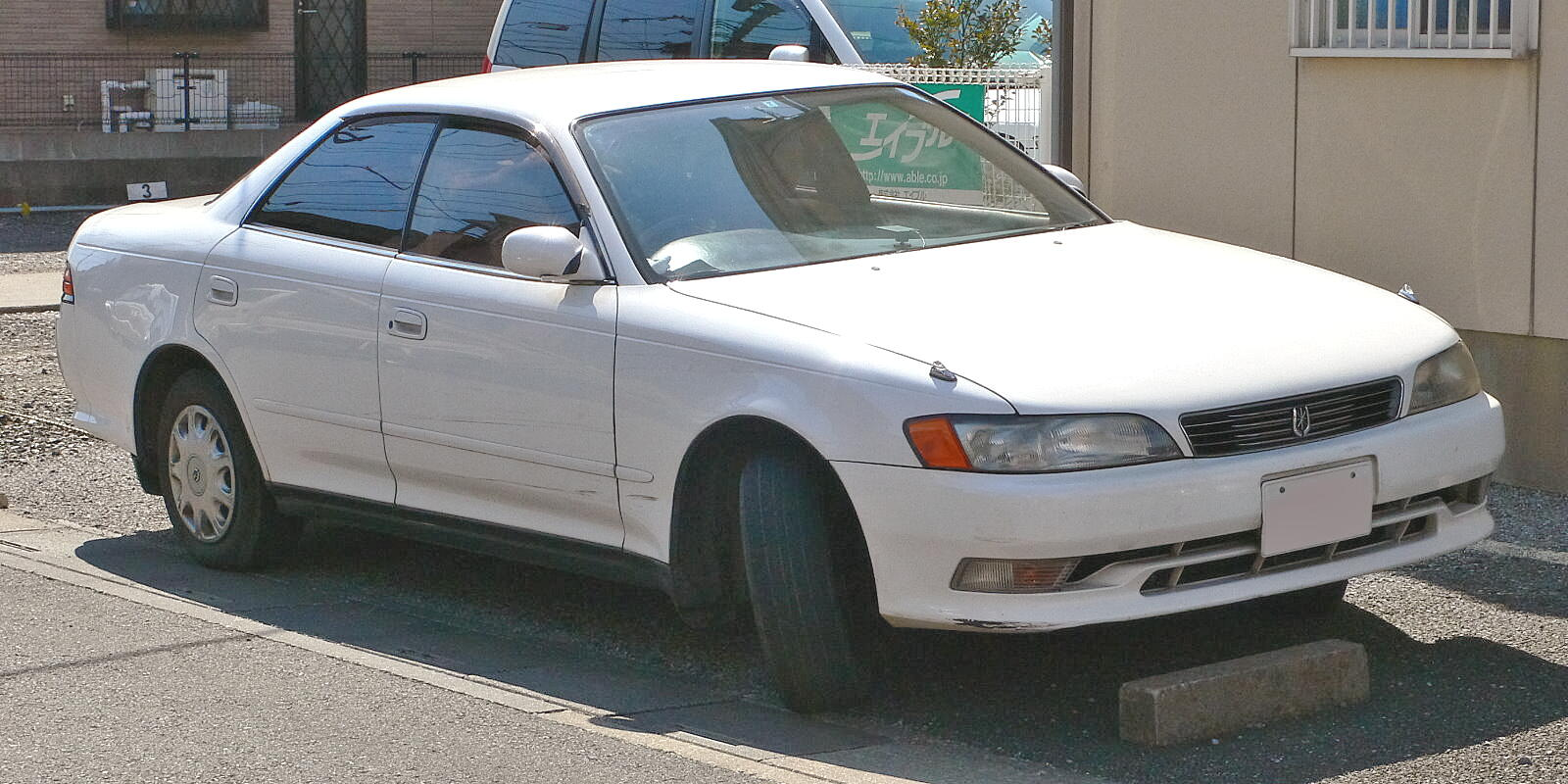
Toyota Mark II (X90; 1992-1996)

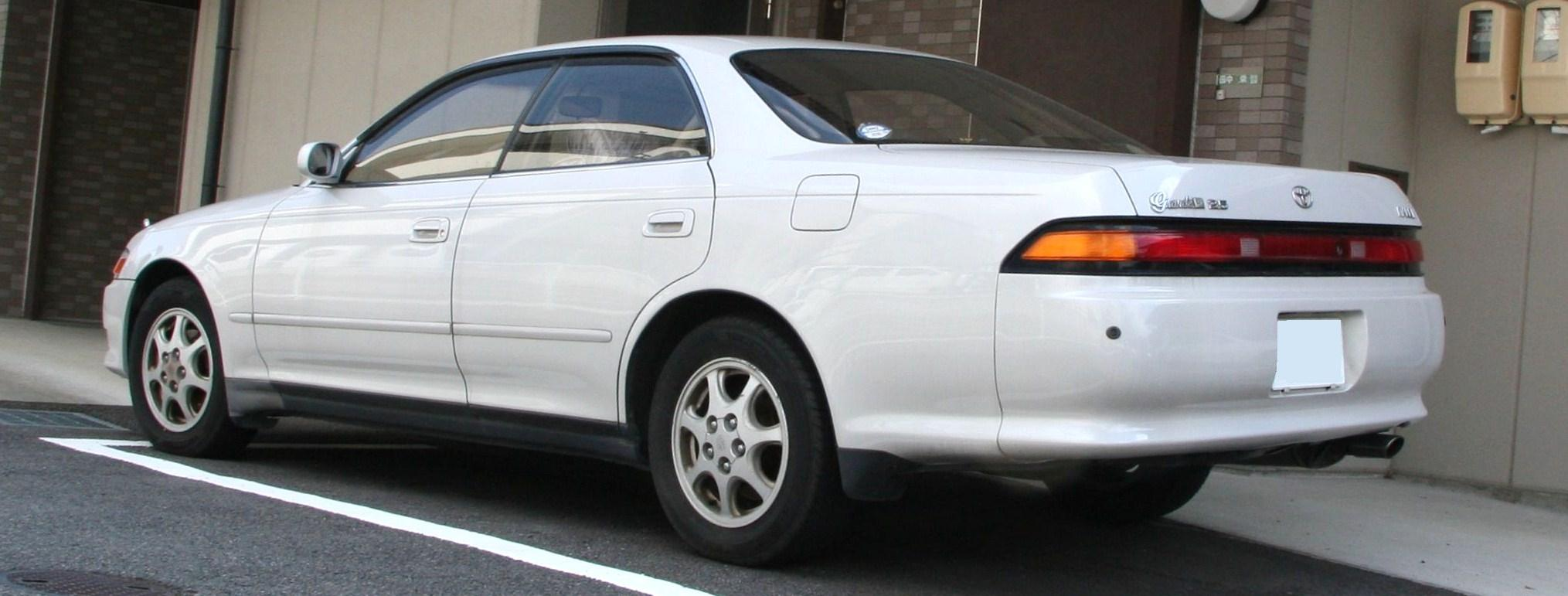
Toyota Mark II (X90; 1992-1996)

Сьоме покоління Toyota Mark II в кузовах 90-ї серії випускалося з жовтня 1992 по серпень 1996 рр. У народі автомобіль в 90-му кузові отримав прізвисько "самурай" через особливості форми задніх стоп сигналів, що нагадує самурайський меч (довга і вузька смужка).
За кількістю комплектацій новий Mark II не поступається поколінню попереднього. Мало того, завдяки періоду економіки «мильної бульбашки» змінився якісний підхід до оснащення моделей даної генерації. Для вираження цієї різниці треба згадати, що всі зміни, що відбулися в ті роки, стали засадничими. Наприклад, спереду і ззаду - дискові гальма вентильованого типу; з'явилися варіанти з повним приводом, версії з «механікою» для самих «гарячих» моторів. Оснащення салону відповідає рівню бізнес-класу. Повністю автоматичний кондиціонер присутній навіть у базових комплектаціях. В середині 1994 був проведений рестайлінг, що торкнувся оформлення горизонтальної лінії: змінилася решітка радіатора, форма переднього бампера і задніх ліхтарів.
Для базових версій «GL» і «Groire» призначався 1,8-літровий силовий агрегат 4S-FE з трохи підросла в порівнянні з попереднім поколінням потужністю - 120 к.с. Втім, цього достатньо лише для спокійного пересування. Як і раніше оптимальним мінімумом слід вважати шестициліндровий рядний 2-літровий двигун 1G-FE потужністю 135 к.с., що пропонувався в комплектаціях «2.0 Grande». Якщо ж потрібен був варіант потужний, покупець міг вибрати Mark II Tourer S, оснащений рядним 2,5-літровим двигуном 1JZ-GE потужністю 180 к.с. 3,0 літровий мотор серії 2JZ-GE (220 к.с.) прийшов замість двигуна 7M-GE, який ставився на попереднє покоління. Як колись, пропонувався і дизельний варіант - 2L-TE потужністю 97 к.с. Майже всі автомобілі були задньоприводними, на повнопривідну версію встановлювався лише 1JZ-GE з автоматичною 4-ступінчастою коробкою передач. 
На Mark II X90 оновилася передня підвіска - тепер це двохважільна конструкція. Перевірена часом багатоважільна конструкція задньої залишилася без змін. В цілому ходова частина досить міцна і довговічна, якщо не доводити до критичного стану амортизатори і кульові опори передньої підвіски - найвразливіше місце. Автомобіль підріс, але разом з тим вага його навіть зменшився майже на 100 кг в порівнянні з попередньою моделлю. Завдяки високій престижності Mark II, велика увага приділена шумоізоляції, якісно іншим налаштуванням підвіски, що помітно змінило поведінку автомобіля в кращу сторону. Повнопривідні модифікації використовують систему FullTime 4WD з несиметричним міжосьовим диференціалом і гідромеханічної муфтою блокування.
Підхід до безпеки Mark II підвищився відповідно віянням часу. Системи ABS, TRC спочатку пропонувалися тільки в дорогих комплектаціях, але поступово увійшли в оснащення і доступніших версій, а водійська подушка безпеки з 1995 року є стандартом для всіх модифікацій.

### Mark II Tourer V

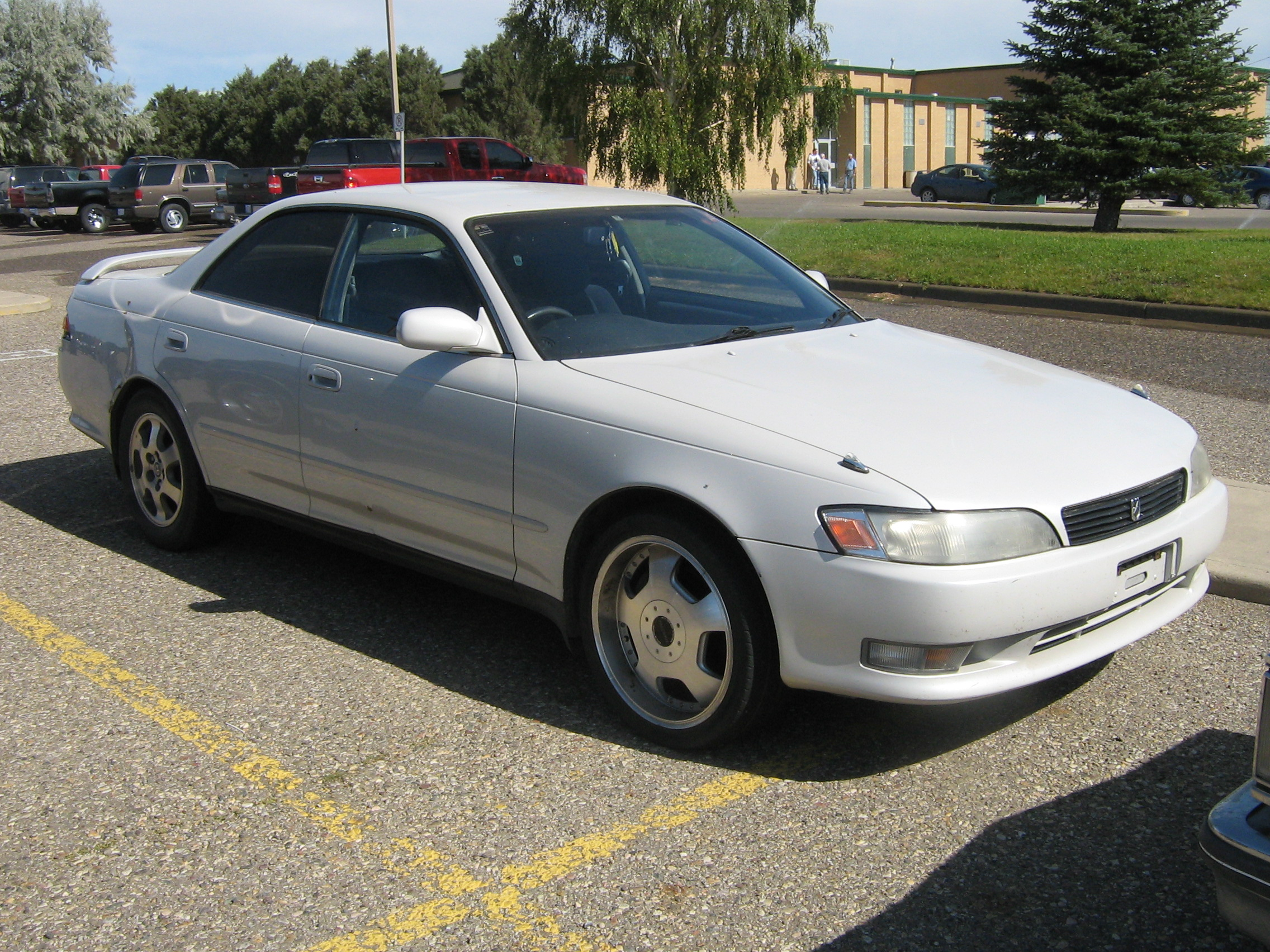
Toyota Mark II Tourer V (X90)

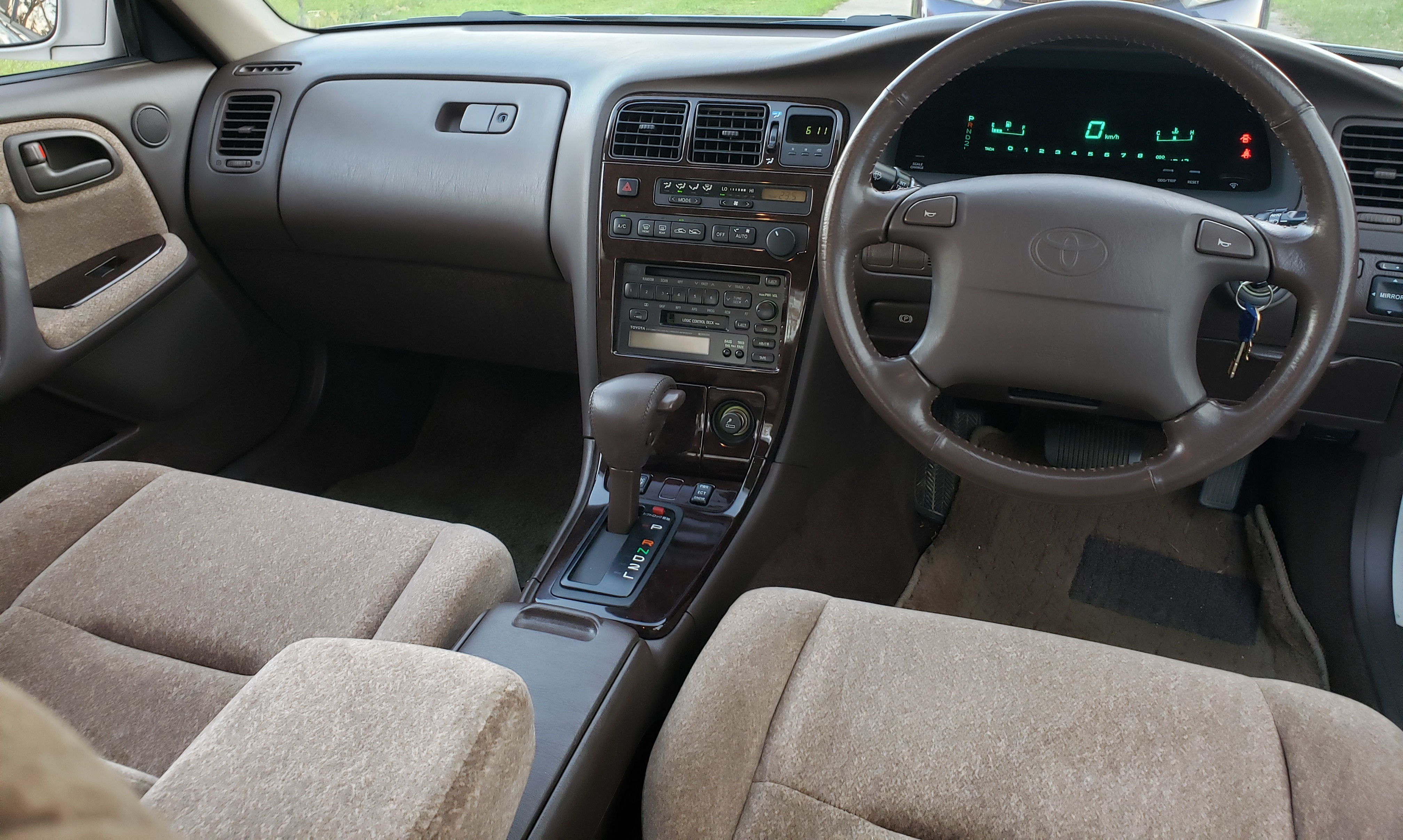

Для прихильників швидкої їзди була розроблена спеціальна модифікація Mark II Tourer V з 2,5-літровим двигуном 1JZ-GTE потужністю 280 к.с. і заднім приводом. Особлива увага якості руху приділялася в моделях модифікації «Tourer»: крім спортивної підвіски, задньопривідний Mark II Tourer V оснащений диференціалом підвищеного тертя (LSD). Турбований двигун 1JZ-GTE встановлювався на спеціальну спорт-модифікацію Tourer V з заднім приводом. Двигуни "JZ" стали основною для дріфт- і JDM-культури.

### Двигуни
- 1.8 л 4S-FE I4
- 2.0 л 1G-FE I6
- 2.5 л 1JZ-GE I6
- 2.5 л 1JZ-GTE twin-turbo I6
- 3.0 л 2JZ-GE I6
- 2.4 л 2L-TE turbo-diesel I4

## Восьме покоління (X100; 1996-2000)

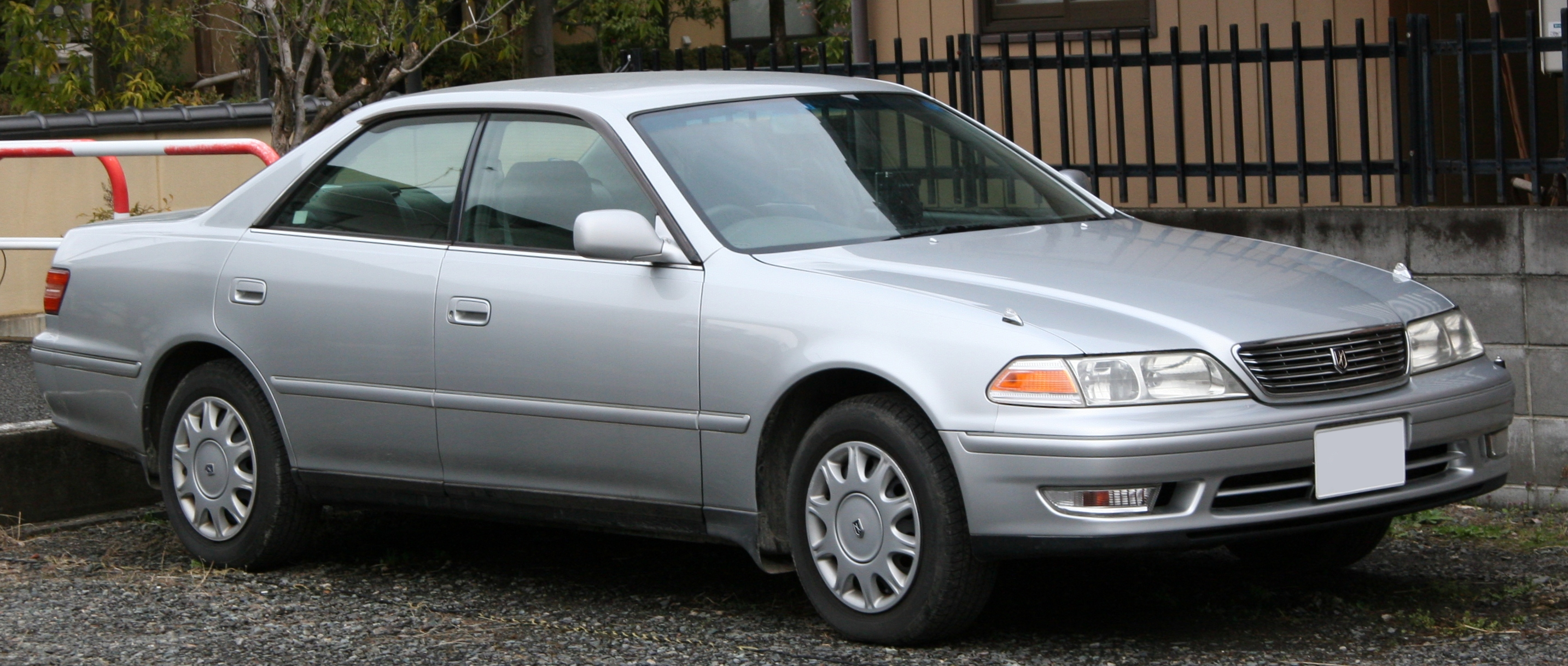
Toyota Mark II (X100; 1996-1998)

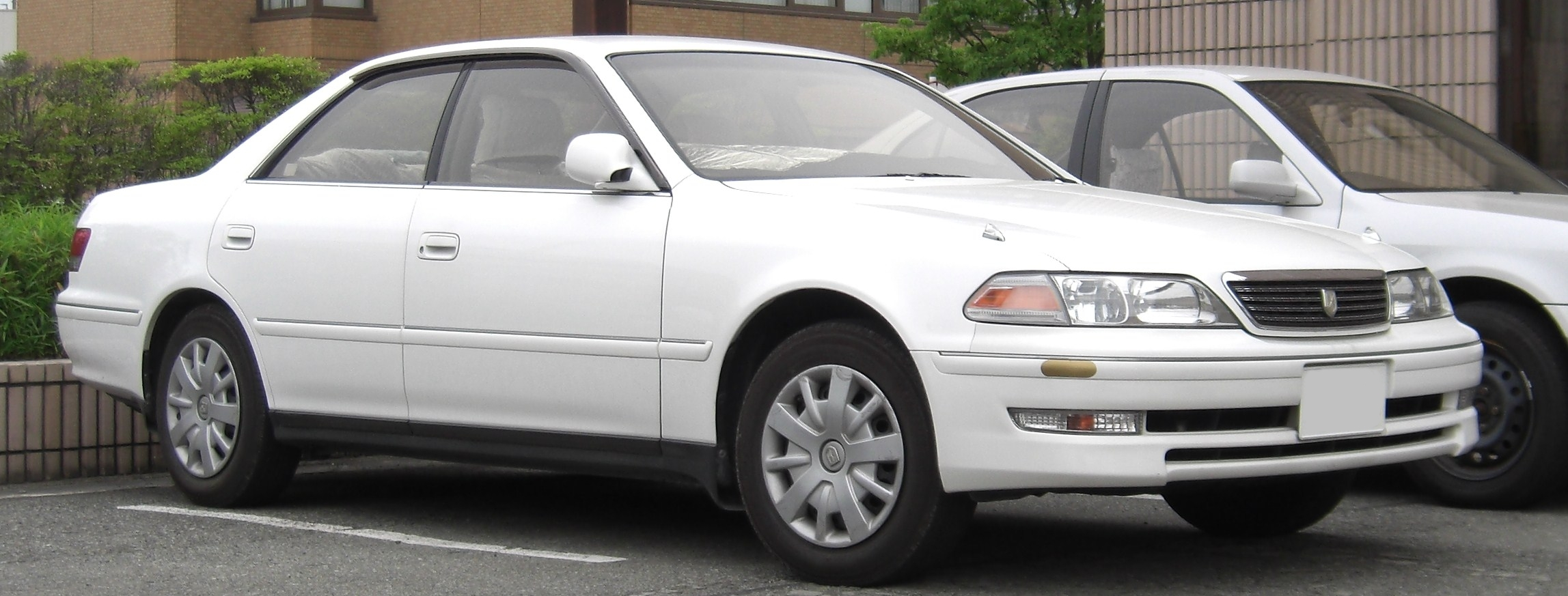
Toyota Mark II (X100; 1998-2000)

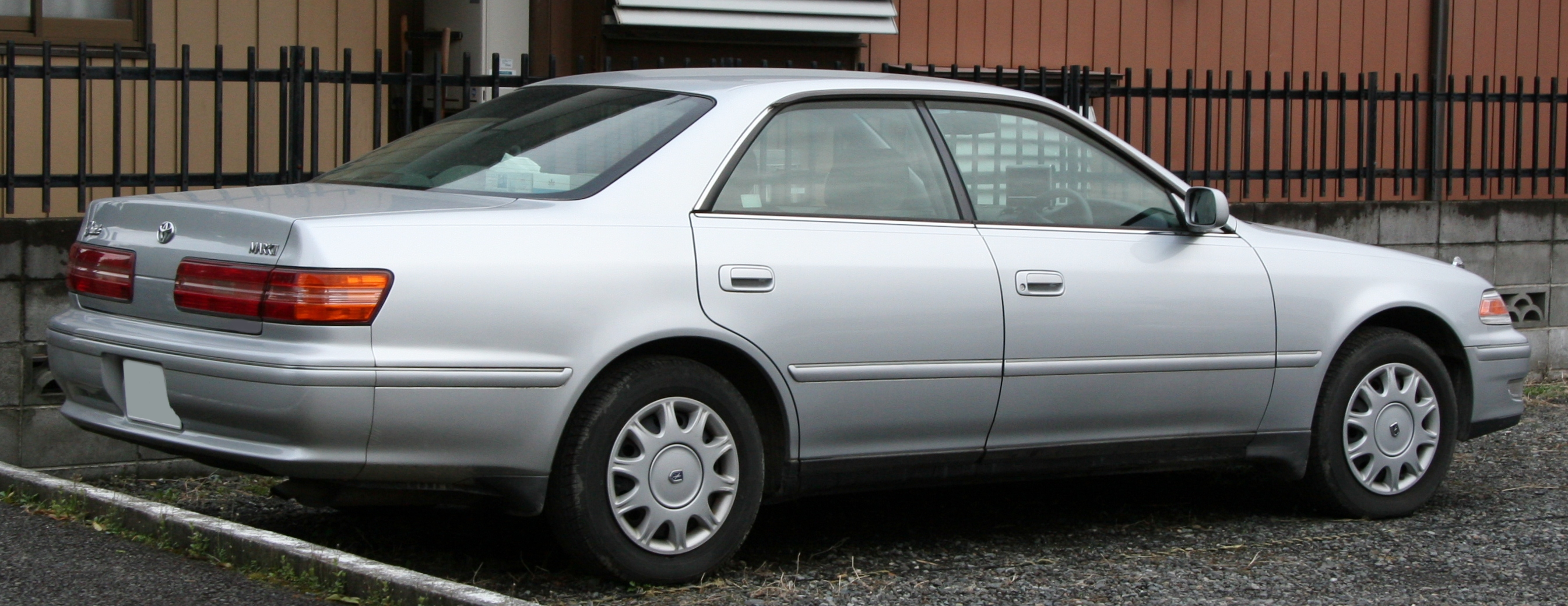
Toyota Mark II (X100; 1996-1998)

Восьме покоління Toyota Mark II в кузовах 100-ї серії (100, 101, 105) випускалося з вересня 1996 по вересень 2000 рр. При зміні покоління радикально був перероблений дизайн автомобіля. Габарити кузова і салону практично не змінилися, конструкція ходової частини і трансмісії так само не зазнали істотних змін. Як і у сьомого покоління збереглося задньопривідні і повноприводні модифікації.
З вересня 1996 року в бензинових двигунах була застосована технологія зміни фаз газорозподілу VVT-i, навіть на 2-літровому 1G-FE була застосована модернізована ГБЦ. Ця технологія отримала назву BEAMS.
Повнопривідні версії були доступні з двигунами 1G-FE Beams і 1JZ-GE. Застосовувалася "просунута" система повного приводу Toyota i-Four - це постійний повний привід з міжосьовим диференціалом (розподіл крутного моменту між передньою і задньою осями - 30:70), блокування - гідромеханичною муфтою з електронним управлінням (коефіцієнт блокування змінний).
Так само випускалася версія Tourer S. Вона комплектувалася тільки двигуном 1JZ-GE і 5-ст. акпп А650Е.
Передня підвіска Mark II - незалежна, двохважіль, пружинна. Задня - незалежна на подвійних поперечних важелях. Модифікації «Tourer V» мають спортивну настройку шасі, диференціал підвищеного тертя LSD, які вкупі з 5-ступінчастою «механікою» наділяють Mark II характеристиками спортивного автомобіля. Втім, при всіх динамічних характеристиках моделі, слід враховувати, що дорожній просвіт не дуже великий, а на автомобілях з обвісом стає навіть критично низьким. Система повного приводу окремих модифікацій - FullTime 4WD з несиметричним диференціалом. Дорогі комплектації оснащувалися регульованою підвіскою TEMS, яка забезпечує кілька рівнів жорсткості амортизаторів, і водій може вибрати потрібний режим в залежності від умов руху і якості дорожнього покриття.
Значний крок вперед був зроблений в підході до безпеки. Система ABS стандартно встановлювалася на всі комплектації. У більш дорогих стандартом є антипробуксовочна система TCS. Також можна було дооснастити автомобіль системою VSC (Vehicle Stability Control) і навіть системою стеження за тиском у шинах. Комплект подушок безпеки включає в себе передні (для водія і пасажира - це стандарт) і бічні подушки.

### Mark II Tourer V

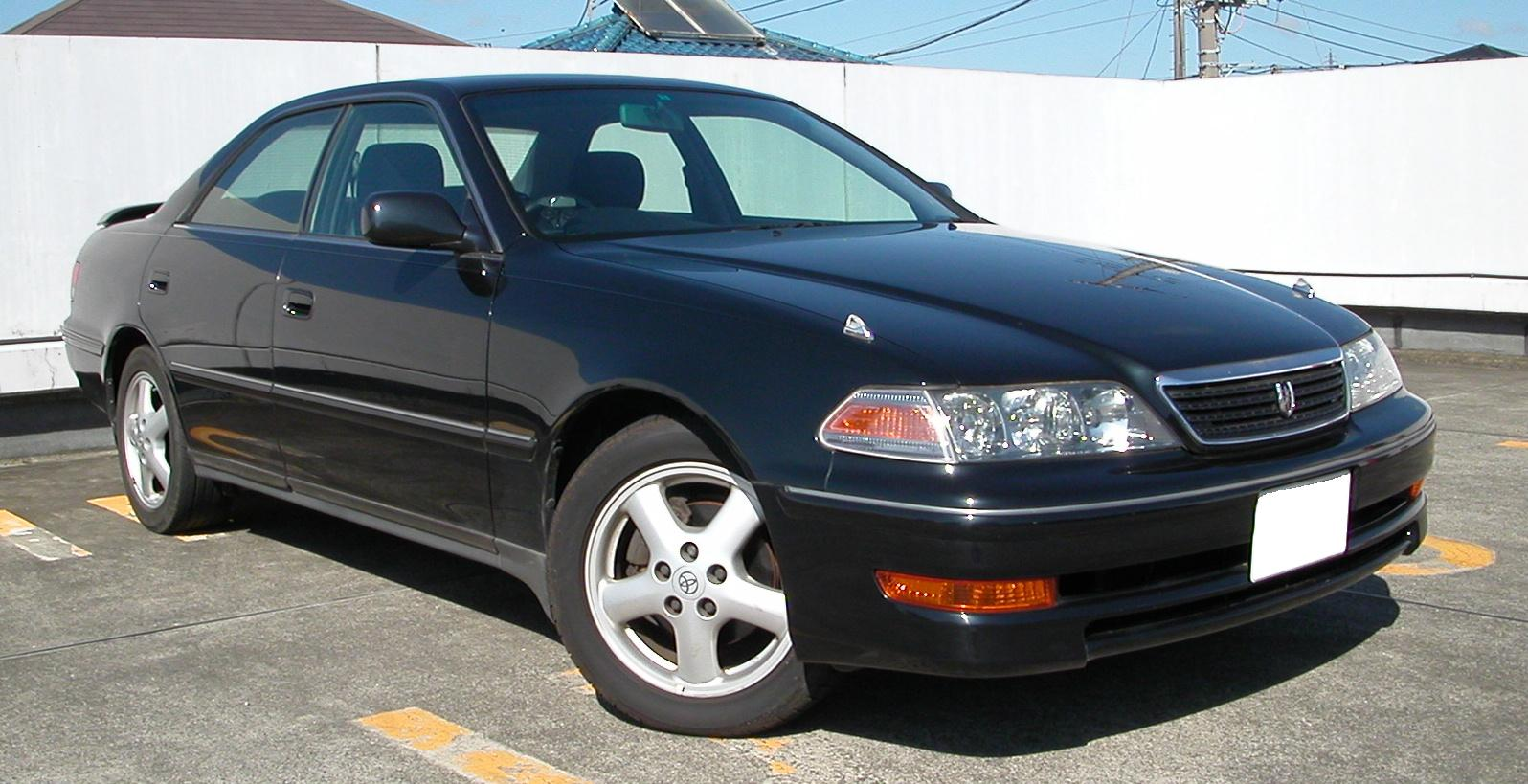
Toyota Mark II Tourer V

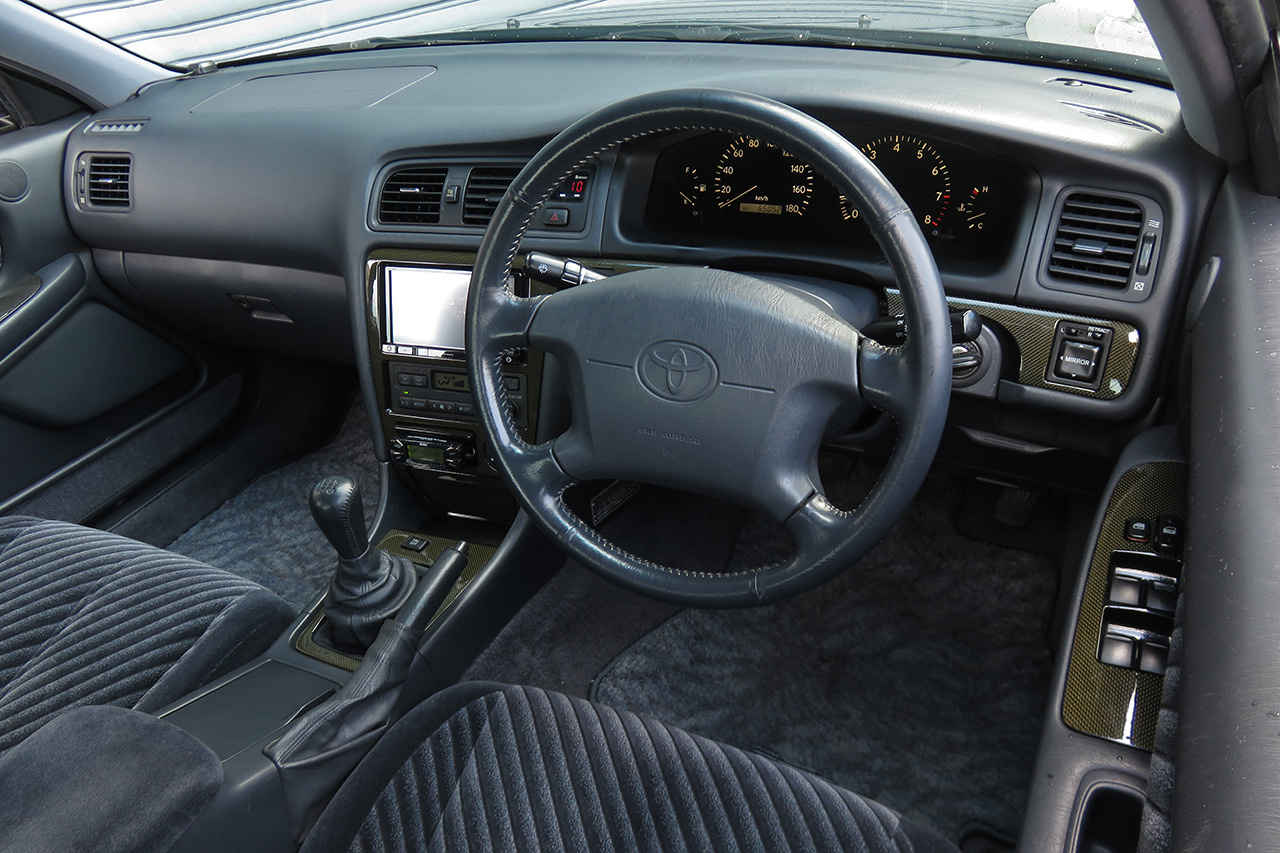

Як в попередньому поколінні збереглася модифікація Tourer V. Двигун 1JZ-GTE зазнав ряд модифікацій, найпомітнішою серед них стала заміна двох турбокомпресорів на один більший CT15. Доопрацьована і вдосконалена система охолодження, збільшився ступінь стиснення з 8,5 до 9 одиниць. Укупі з системою VVT-i ці зміни збільшили максимальний крутний момент двигуна з 363 до 383 Нм і, що більш важливо, змістили цей показник на набагато більш низькі обороти (2400 об/хв). Це призвело до поліпшення паливної економічності і динаміки розгону з більш низьких оборотів. АКПП (А341Е) і МКПП (R154) залишилися без змін. Збереглася спортивна підвіска з плаваючими сайлентблоками верхнього важеля, задній стабілізатор поперечної стійкості, нижня розпірка жорсткості, збільшені супорта, і екран, який захищає гальмівний диск. Гальмівні диски всіх коліс були вентильованими. Диференціал підвищеного тертя був опцією для машин з автоматичною трансмісією і базовим для версій з МКПП. Всі машини в комплектації Tourer V пропонувалися споживачам з ксеноном на ближнє світло фар, аудіосистемою з підсилювачем, 6 динаміками і сабвуфером в задній полиці і 16-дюймовими литими колісними дисками. Шини на Tourer V були різної ширини: передні 205/55R16 (диск J6.5 ET50), задні 225/50R16 (диск J7.5 ET55). Така схема застосовувалася для потужних задньопривідних автомобілів, яким Tourer V і був. Також в базову комплектацію входив антипробуксовочна система TRC і VSC. Система клімат-контролю була опцією. У 1998 році був проведений рестайлінг, що торкнувся, переважно фар, задніх ліхтарів і переднього бампера.

### Двигуни
- 2.0 л 1G-FE I6
- 2.5 л 1JZ-GE I6
- 2.5 л 1JZ-GTE turbocharged I6
- 3.0 л 2JZ-GE I6
- 2.4 л 2L-TE turbodiesel I4

## Дев'яте покоління (X110; 2000-2004)

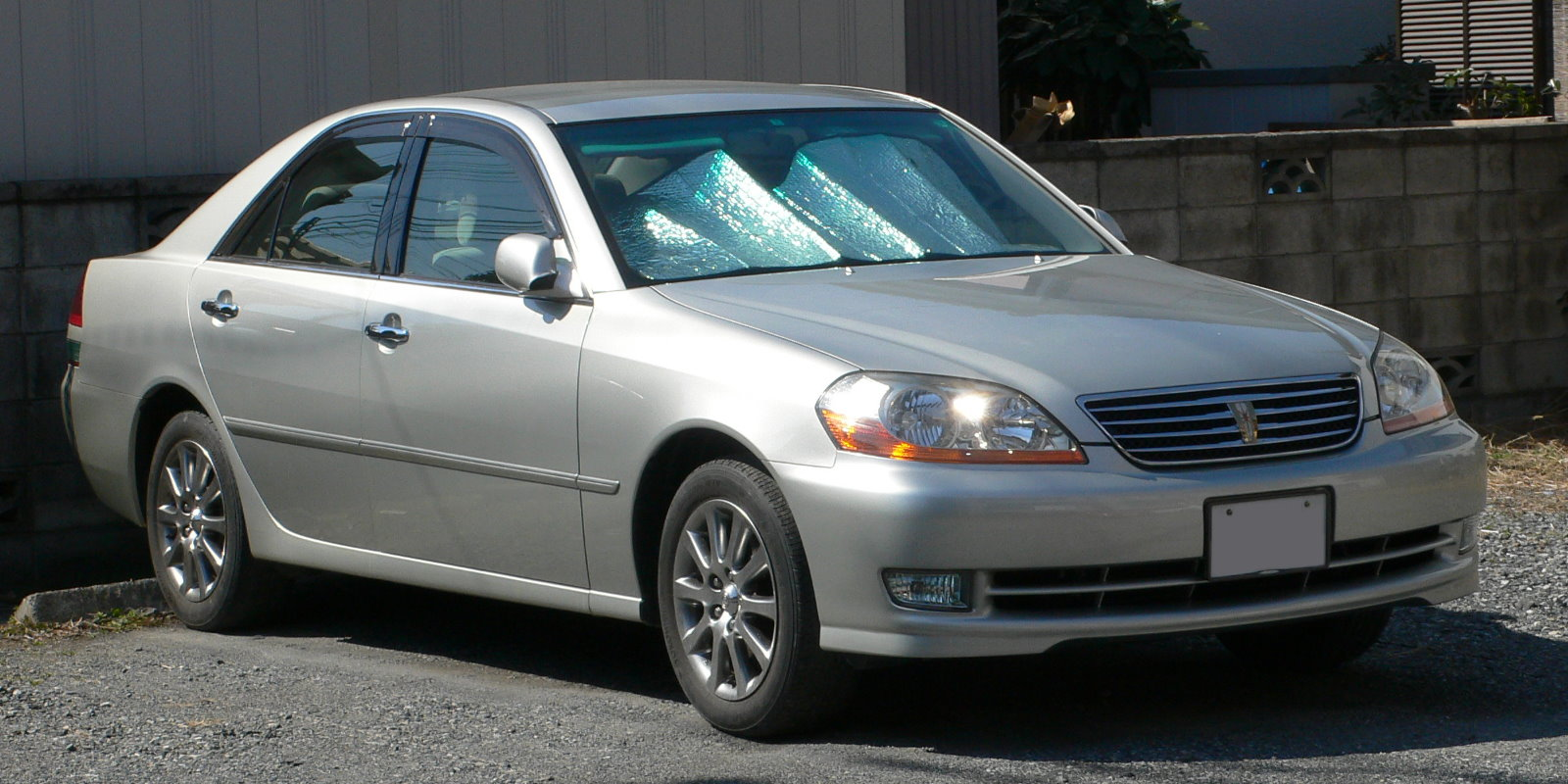
Toyota Mark II (X110; 2000-2004)

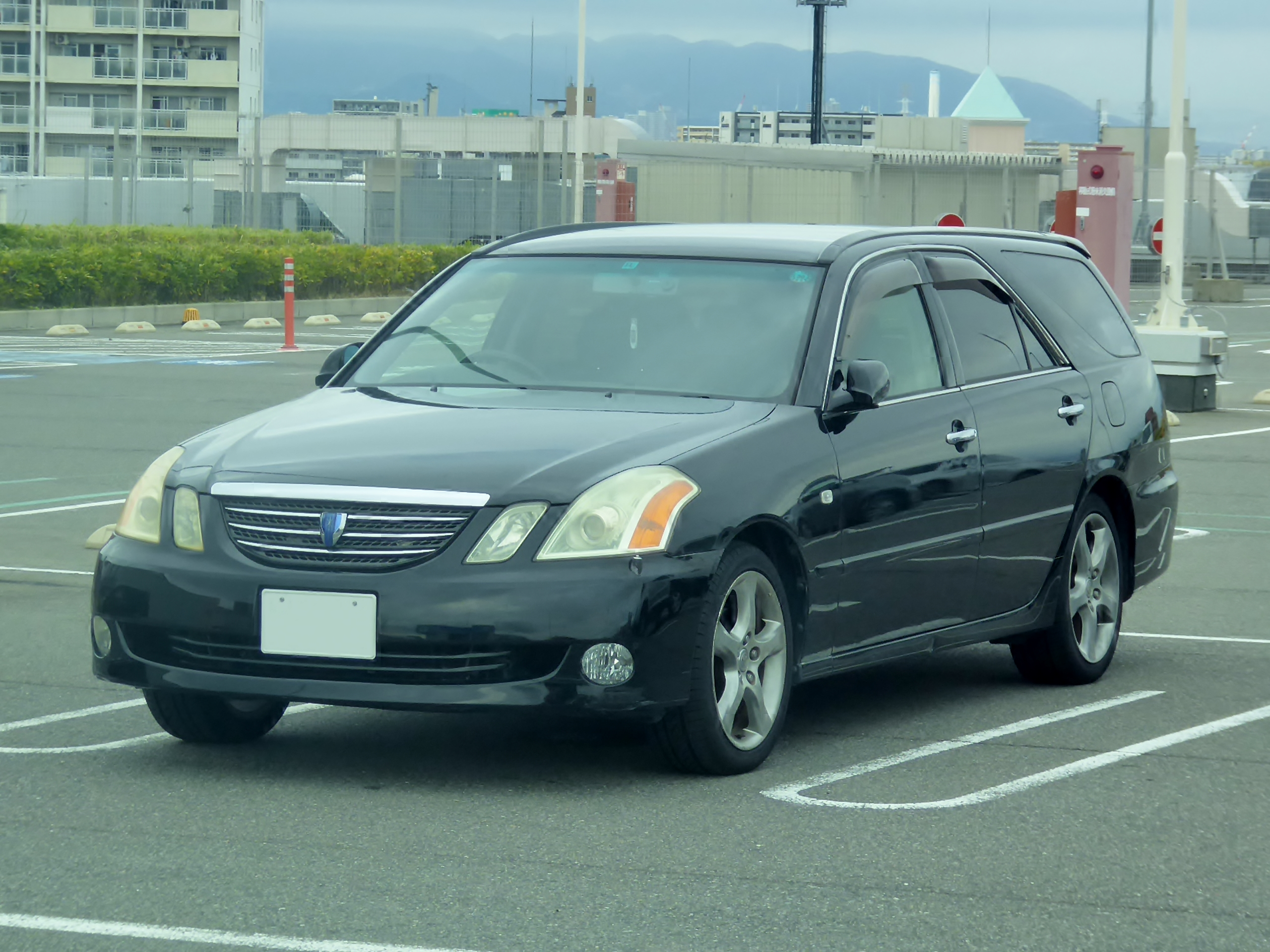
Toyota Mark II Blit

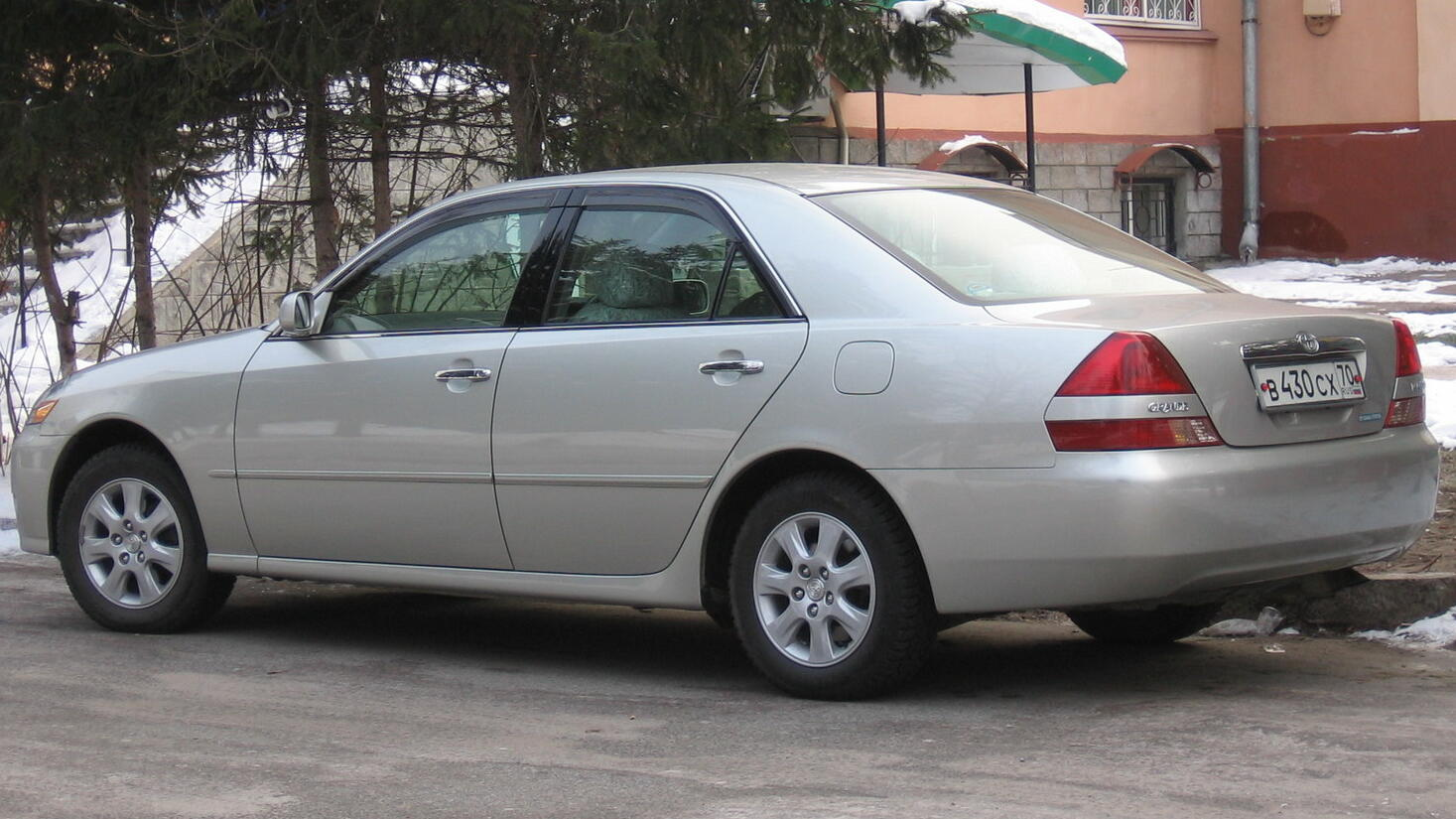
Toyota Mark II (X110; 2000-2004)

Дев'яте покоління отримало 110-й кузов. Toyota Mark II, що випускався з жовтня 2000 по листопад 2004 рр. в меншій мірі відповідав образу спортивного седана. Тепер це не хардтоп, а типовий седан з рамками в дверях. Висота автомобіля збільшилася на 60 мм.
Дев'яте покоління отримало 110-й кузов. Toyota Mark II, що випускався з жовтня 2000 по листопад 2004 рр. в меншій мірі відповідав образу спортивного седана. Тепер це не хардтоп, а типовий седан з рамками в дверях. Висота автомобіля збільшилася на 60 мм. Ходова частина практично повністю запозичена з Toyota Crown S170. Незмінною залишилася лише передня підвіска, однак і тут нижні кульові були зроблені більш ґрунтовними з великим діаметром кулі, що позитивно позначилося на надійності вузла. Бензобак був перенесений через спинки заднього сидіння під заднє сидіння, що сприяло збільшенню багажного простору. Однак довгі багажні петлі не дозволяли вмістити 4 покришки стандартного розміру. Хоча багажник став зручніше як в плані місця, так і в плані навантаження-вивантаження вмісту.
Лінійка двигунів в черговий раз зазнала змін. Всі двигуни отримали систему VVTI. Від використання дизельних двигунів і трилітрового бензинового 2JZ відмовилися. Крім того, 1JZ-GE був замінений на 1JZ-FSE, застосована фірмова технологія паливного вприскування високого тиску D-4 компанії Toyota. Однак в повнопривідної модифікації раніше застосовувався 1JZ-GE, можливо, в силу більшої простоти обслуговування і невибагливості. Існувала 4WD-версія і з "першим гоночним" (1G beams).
Відбулися зміни і в назвах модифікацій. Зокрема, найбільш потужна Tourer V стала називатися Grande iR-V, а пізніше просто iR-V. Також існувала версія GTB, що відрізнялася від IR-V колірними рішеннями в салоні (світлий салон проти чорного у IR-V). Крім стандартних Grande і Grande G додалися IR (колишня комплектація Tourer в 100-м кузові - це 1G beams і спорт-салон з розпірками і стабілізаторами, колеса 17 "), IR-S прийшла на зміну Tourer S (5-ступ. АКПП, темний салон, стабілізатори, колеса 17 "). Трансмісія пропонувалася в двох варіантах - 4-ступ. АКПП або 5-ступ. АКПП на цивільних, 4-ступ. АКПП або 5-ступ. МКПП на турбо-версіях.
У 2002 році модель зазнала змін. Нові фари: з'явилася жовта смуга поворотника по всьому низу фари і внутрішні "гострі" кути самої фари). Сітчаста решітка радіатора змінилася широкими горизонтальними молдінгами, хромованими, або пофарбованими в колір кузова. Передній бампер - дещо інші отвори, більш гострі нижні ікла і місце під внутрішні куточки фар. Ззаду змінився молдинг на кришці багажника, тепер він став фарбуватися в колір кузова з смужкою хрому. Так само як і дверні молдинги. У дорестайлінгової версії задній молдинг був хромований цілком, а молдинги дверей офарблювалися в колір кузова. Так само змінився дизайн задніх ліхтарів. Головною відмінністю стало зменшення ширини вставки, що ділить ліхтар навпіл. Втім, у ліхтарів на Mark II в 110 кузові є достатня різноманітність, аж до світлодіодних версій. Це був останній автомобіль, який носив назву Mark II.
Так само в дев'ятому поколінні було прийнято рішення випускати універсал Toyota Mark II Blit, що повністю зберіг платформу, ходову і салон від седанів 110-ї серії, чого не можна сказати Toyota Mark II Qualis, розроблений на базі Camry Gracia (SXV20). Toyota Mark II Blit випускалася з 2002 по 2007 рік, зазнавши рестайлінг в 2004 році (передні фари без жовтого модуля поворотника, задні світлодіодні фари). Роздільна оптика, лінзованной ксенонові фари, місткий багажник, що має безліч зручних кишень, захованих в подвійному підлозі вигідно відрізняє Toyota Mark II Blit від седана. Версії практично повністю повторюють версії седана. Так само слід зазначити відсутність колірних рішень для обробки торпеди (випускалася в темному кольорі з оформленням панелей під карбон).

### Двигуни
- 2.0 л 1G-FE I6
- 2.5 л 1JZ-GE I6
- 2.5 л 1JZ-FSE direct inject I6
- 2.5 л 1JZ-GTE turbocharged I6